# Stemma di Trieste
Lo stemma della Città di Trieste è costituito da uno Scudo francese antico di color rosso con uno spiedo alla furlana al centro (chiamato erroneamente alabarda, o lancia, di San Sergio) il tutto timbrato da una corona muraria da città.

## Blasonatura

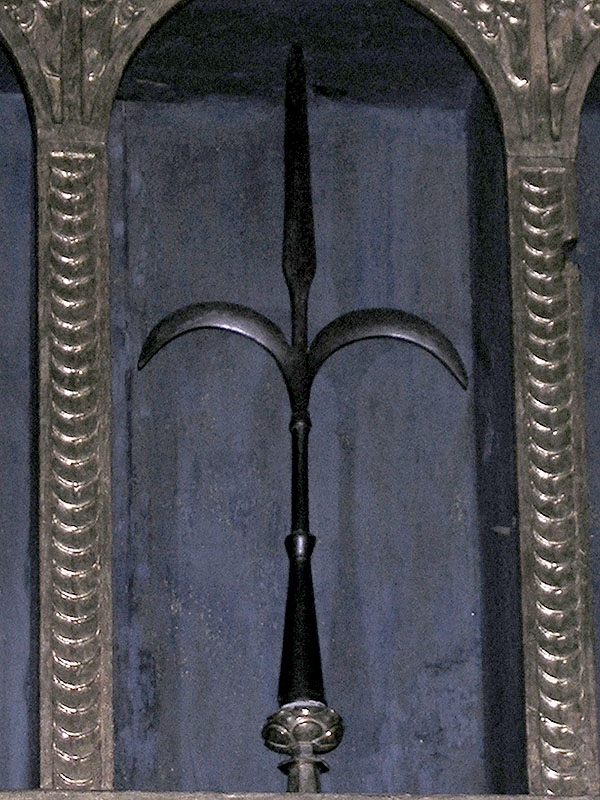
Alabarda di San Giusto originale

Lo stemma, riconosciuto con decreto del Capo del Governo del 3 luglio 1930 (trascritto nel Libro Araldico degli enti morali al vol. I, p. 216), ha la seguente blasonatura:
La descrizione del gonfalone, concesso con regio decreto del 30 giugno 1932, è la seguente:

Bandiera della città

Si osservi che sia stemma che gonfalone sono oggetto di speciale concessione; il primo infatti non è contenuto in uno scudo sannitico e non è circondato dalle fronde di quercia e alloro (o ulivo) come prescritto dalla normativa vigente; anche il gonfalone non presenta la lancia contenuta nello stemma ma libera in campo rosso.
Esso è decorato con una medaglia d'oro al valor militare del 9 novembre 1956, per il patriottismo dimostrato durante la prima e seconda guerra mondiale
La bandiera della città presenta anch'essa tale simbolo in campo rosso.

## Storia

### Origine

Gonfalone civico

Secondo la leggenda lo stemma di Trieste ebbe origine del martirio di San Sergio. Infatti il santo alla sua partenza dalla città, presentendo prossima la propria morte, aveva promesso ai cittadini suoi compagni di fede che nel caso in cui egli venisse ucciso per la sua fede essi avrebbero ricevuto un segno celeste, ed infatti la sua lancia cadde dal cielo sulla piazza maggiore di Trieste, il giorno in cui San Sergio soffriva il martirio in Persia, nel 336.
L'arma - o piuttosto il manufatto - è attualmente conservata nel tesoro della cattedrale di San Giusto e viene ritenuta inattaccabile dalla ruggine. Questo tipo d'arma risulterebbe effettivamente uno spiedo alla furlana, che era un'arma tipica medievale della zona, anche se comunque non è possibile definire né un'origine certa né l'esatta epoca di forgia. La forma è anche simile a quella di un giglio, come quello raffigurato nella moneta da 1 Nuovo shekel israeliano (o Sciclo) e già usato in varie monete coniate a Gerusalemme nel corso della dinastia degli Asmonei.
Uno studio condotto dal dipartimento di scienze chimiche e farmaceutiche dell'Università di Trieste ha ipotizzato l'origine orientale del manufatto. Da radiografie eseguite dallo stesso istituto risulta che la lancia è priva di saldature ed è stata quindi realizzata da un unico pezzo di ferro, poi sbrecciato e lavorato per martellature. Tecniche che non erano note nella cultura occidentale in quel periodo, bensì in quella orientale e in particolare in quella indiana. Questa circostanza, tra l'altro, spiegherebbe l'inossidabilità del manufatto: tale scuola di produzione dei metalli arricchiva il metallo di fosforo garantendo così una migliore fattura.
Le prime testimonianze dell'uso della lancia di San Sergio quale stemma cittadino risalgono al XIII secolo. Infatti dopo che il comune ebbe dal vescovo Volrico De Portis la facoltà di battere moneta, sul rovescio di alcune di queste, coniate fra il 1237 ed il 1253, è presente il simbolo cittadino. Si può però ipotizzare un suo uso a partire dalla nascita del Libero Comune, i cui primi documenti quale risalgono al 1139, quando il gastaldo civico parla in una causa "pro Comuni de Tergesto".
Sui sigilli più antichi Trieste recava le mura merlate di una città, con tre torri e tre porte sulla facciata (raffigurazione della città), con l'alabarda su un'asta, ed intorno la legenda in versi: sistilanum publica castilir mare certos dat michi fines; la legenda segnava i confini del territorio comunale e questi confini erano:
- Sistiana
- la strada pubblica che veniva da Aquileia e più prossimamente da Duino, la strada postale che continuava per Opicina sino a Trebiciano e che poi piegava alla valle di Montecavo
- il Monte Castelier, l'odierno Monte d'oro, che per San Giovanni e Stramar scende fino al Montelongo tra Muggia e Zaule
- per ultimo il mare.

Questi sigilli furono adoperati, anche dopo la modifica dello stemma, fino all'anno 1516 sotto il regno dell'imperatore Massimiliano I, in seguito si usò anche sui sigilli l'arma concessa da Federico III.
Lo stemma risulta presente in due capilettera degli Statuti Comunali del 1350: nel primo è raffigurato San Sergio impugnante la lancia e imbracciante uno scudo triangolare su cui è presente il simbolo cittadino, mentre nel secondo è riportato un banditore con l'alabarda dipinta sul mantello di colore rosso. L'arma viene anche menzionata nel testo essendo presente nella bolla in ferro che i capitani della guardia notturna alle mura si trasmettevano tra di loro durante il servizio.
Il blasone formato dalla lancia bianca in campo triangolare rosso rimarrà in uso fino alla metà del XV secolo.

### Dominio asburgico
Dopo la dedizione di Trieste alla Casa d'Asburgo fu inalberato il vessillo bianco e rosso sul castello allora esistente e sul palazzo come si continuò a fare dopo il 1550 nelle grandi solennità.
L'imperatore Federico III, dopo l'infelice guerra sostenuta dalla città contro Venezia e conclusasi con una sconfitta, concesse, il 22 febbraio 1464, al comune un nuovo stemma e una nuova bandiera (la bandiera non fu però mai usata).
(Raccolta delle leggi, ordinanze e regolamenti speciali per Trieste, Presidenza del Consiglio, Tipografia del Lloyd Austriaco, Trieste, 1861)

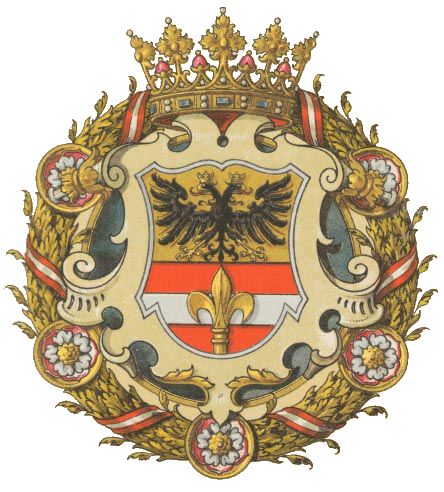
Stemma di Trieste nell'Impero austriaco

Stemma di Trieste, probabilmente non ufficiale, nell'Impero napoleonico

Lo stemma diventava così troncato, nella parte superiore l'aquila asburgica (nera in campo oro) e nella parte inferiore lo spiedo alla furlana (appellato «lancia») ora d'oro, su campo di rosso alla fascia di argento (questi sono i colori dell'Austria).
Il Comune ebbe anche un suo gonfalone, a punte, con i ritratti dei due Santi patroni, San Giusto e San Sergio, che precedeva il Podestà nelle pubbliche processioni e si poneva al suo seggio in chiesa; il gonfalone era in custodia del duomo e veniva utilizzato esclusivamente nelle funzioni sacre, mai nelle funzioni o pompe civili.
Durante il governo napoleonico fu creato un nuovo stemma: l'aquila non più bicipite (l'aquila napoleonica non lo era a differenza di quella asburgica) è i colori da rosso, bianco e rosso divennero blu, bianco e rosso. Probabile che comunque l'insegna fosse stata creata per iniziativa privata e non per disposizione della pubblica autorità; comunque della nuova insegna non si fece mai pubblico uso.
L'imperatore Francesco I confermò con solenne diploma del 9 dicembre 1819 lo stemma Fridericiano, e concesse l'uso di una bandiera, anche in questo caso, siccome non si decise mai il disegno e il colore (variando le intenzioni fra il nero ed il bianco), mai usata.
La Nostra città di Trieste Ci ha fatto preghiera, che le volessimo concedere l'uso del titolo di onore di città fedelissima, dello stemma già conceduto dall'Augusto Nostro Predecessore Imperatore Federico III nell'anno mille quattrocento sessantaquattro, e di una bandiera civica.
Noi ricordando con paterna benignità e prendendo in considerazione l'inconcussa fedeltà e devozione a Noi ed alla Nostra Casa, per le quali i cittadini e gli abitanti della detta città si distinsero gloriosamente in tutti i tempi e in tutte le circostanze, tanto nei casi di guerra dei secoli passati, quanto anche nelle angustie degli avvenimenti di tempi recenti, abbiamo determinato di dare alla città di Trieste, coll'annuire alla sua domanda, una novella testimonianza della Nostra propensione e grazia imperiale, e ci siamo risolti di confermare benignamente l'antico titolo onorifico di Città fedelissima, l'uso dello stemma in quella forma che le fu concessa dal Nostro Predecessore Imperatore Federico III, col diploma del ventidue Febbraio mille quattrocento sessantaquattro, e di una bandiera civica; per modo che sia la città autorizzata a tempi perpetui di fare uso e di godere di questi privilegi onorifici in tutte le occasioni evenienti, e specialmente dello stemma su tutti gli edifizi civici, e sulle porte, in tutti i documenti e sigilli.
Questa è la Nostra seria volontà. In prova di che il presente diploma viene munito del nostro Imp. R. ed Arciducale sigillo maggiore pendente.
Dato nella Nostra Capitale e Residenza di Vienna il nono giorno di Dicembre dalla nascita del nostro Signore e Salvatore l'anno mille ottocento diecinove, dei Nostri Regni il vigesimo ottavo.»
(Raccolta delle leggi, ordinanze e regolamenti speciali per Trieste, Presidenza del Consiglio, Tipografia del Lloyd Austriaco, Trieste, 1861)
Anche se il disegno dell'arma di Trieste fu sempre certo, nelle concessioni ufficiali si riscontrano degli errori. Nel diploma di Francesco I, che fissava i blasoni di tutto l'impero e delle singole provincie, l'alabarda fu indicata quale ancora nera rovesciata, il che fu ripetuto nel diploma di Ferdinando I; comunque in seguito l'equivoco fu chiarito.

### Annessione all'Italia

Capo del Littorio

Terminato il primo conflitto mondiale ed annessa la città con il suo territorio al regno d'Italia lo stemma ritornò all'aspetto che aveva prima del 1464 (lancia d'argento in campo rosso), questa blasonatura fu confermata dal relativo regio decreto di concessione del 3 luglio 1930. In seguito, con il Regio Decreto del 12 ottobre 1933 № 1440 fu imposto, come a tutti i comuni d'Italia, l'inserimento del capo del Littorio. Il capo fu eliminato nel 1945 alla liberazione della città anche se nel resto d'Italia era stato abolito con il Decreto Legislativo Luogotenenziale del 10 dicembre 1944 № 313.

### Marchio

Marchio del comune

Dallo stemma è stato anche derivato un marchio, creato tra il 1996 e il 2000 dallo studio Tassinari/Vetta, le cui specifiche sono contenute nel relativo Manuale d'Immagine coordinata. Lo stemma ridisegnato viene sempre accompagnato dall'apposito carattere Tergerstea, «bianco su nero, in verticale sempre, in alto a destra a uscire dalla pagina»; per il restante testo potrà venir usato principalmente il Gill Sans o, in alternativa, il Trade Gothic condensed.

## Territorio Libero di Trieste

Lo stemma del TLT

Lo stemma del Territorio Libero di Trieste prendeva ispirazione dallo stemma del comune di Trieste che era la capitale dello stato. Appariva nelle uniformi dei corpi di Polizia (Venezia Giulia Police Force, Guardia di Finanza del TLT) e delle truppe americane di stanza nel territorio TRUST (Trieste United States Troops) come pure sulle targhe dei veicoli, sia militari che civili.

## Triestina
Il simbolo cittadino compare anche sullo stemma della Triestina. Ha avuto nella sua storia diversi restyling ed attualmente presenta uno spiedo alla furlana simile a quella tradizionale (chiamato sempre erroneamente alabarda) ma con un bordo bianco e senza alcuna scritta nello scudetto.